# Konferenz der Katholischen Bischöfe in Belarus
Die Konferenz der Katholischen Bischöfe in Belarus (belar.: Канферэнцыя Каталіцкіх Біскупаў у Беларусі) trat am 11. Februar 1999 zu ihrer Gründungsversammlung zusammen. Ihr erster Vorsitzender wurde Kazimierz Kardinal Swiatek, Erzbischof und Metropolit der Erzdiözese Minsk und Mahiljou. Die Belarussische Bischofskonferenz ist Mitglied im Rat der europäischen Bischofskonferenzen. 

## Mitglieder der Bischofskonferenz
- Vorsitzender: Bischof Aleh Butkewitsch, Bischof von Wizebsk
- Stellvertretender Vorsitzender: Bischof Aleksander Kaszkiewicz, Bischof von Hrodna
- Generalsekretär: Erzbischof Iossif Staneuski, Erzbischof von Minsk-Mahiljou
- Bischof Antonij Dsjamjanka, Bischof von Pinsk
- Weihbischof Andrej Snoska, Weihbischof in Pinsk
- Weihbischof Juryj Kassabuzki, Weihbischof in Minsk-Mahiljou
- Weihbischof Aleksandr Jaschewski SDB, Weihbischof in Minsk-Mahiljou